# Osiedle Odolanowskie
Osiedle VIII Odolanowskie w Ostrowie Wielkopolskim – osiedle administracyjne Ostrowa obejmujące południowo-zachodnią część miasta, położone w widłach linii kolejowych do Oleśnicy i Krotoszyna, na pograniczu historycznych: Zębcowa i  Zacharzewa.

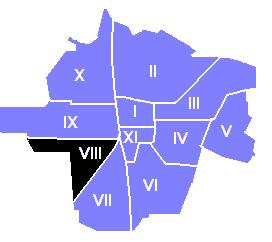
Osiedle administracyjne VIII - Odolanowskie

Do lat 90. XX wieku była to część dzielnicy Stare Miasto. 
Dominuje tu zabudowa mieszkaniowa niska - prawie wyłącznie jednorodzinna. Południowa część osiedla to obszary zajęte przez hurtownie i składy (elektrotechn., spożywcze, mat. budowlanych). Zabudowa skupia się wokół trzech osi: drogi wojewódzkiej nr 445 (ulica Odolanowska), obwodnicy śródmiejskiej (ulica Długa) oraz drogi powiatowej do Gorzyc Wielkich (ulica Gorzycka). W centrum osiedla kościół MB Fatimskiej. W północno-zachodniej części stacja kolejowa towarowa Ostrów Wielkopolski Zachodni.
Niezabudowane tereny na południu osiedla przewidziane są dla zabudowy przemysłowej. Pozostałe, wraz z podmiejskimi osiedlami Topola Mała i Topola-Osiedle, przewidziane są jako obszar ekspansji zabudowy jednorodzinnej i willowej.
Linie autobusowe: 2, 16, 22